# 고창 선운사 석씨원류
고창 선운사 석씨원류(高敞 禪雲寺 釋氏源流)는 전북특별자치도 고창군 선운사 관음전에 있으며 조선시대에 만들어진, 석가모니의 일대기를 기록한 판각이다. 1971년 12월 2일 전라북도의 유형문화재 제14호로 지정되었다. 

## 개요
이 석씨원류의 목판은 선운사 관음전에 보관되어 있다. 석씨원류는 조선 성종 17년(1486) 왕명에 의해 판각되었는데 임진왜란때 불타 없어졌으나 그후 사명대사가 일본에 갔다가 그곳에서 얻어 가지고 인조 26년(1648) 최서동과 해운법사가 이를 대본으로 하여 복간하였다. 이때 새긴 판각이 바로 오늘날까지 선운사에 보관되어 오고 있는 석씨원류 판각이다. 
이 목판은 원래 103매 409판이었으나 모두 망실되고 현재는 62매 124판만 문화재로 지정하여 보관관리되어 오고 있다. 각판의 앞뒷면에 모두 판각되어 있는데 하단에는 석씨원류 본문이 새겨져 있으며 상단에는 그 내용의 그림이 조각되어 있다. 판각의 크기는 가로 39cm, 세로 29.5cm이다. 이 석씨원류의 판각은 조선시대 삽화의 걸작중 걸작이며 우리나라 미술사 특히, 판화의 조각사에 있어 중요한 연구자료이다. 석씨원류란 석가모니의 일대기를 기록한 판각이다.

## 같이 보기
- 선운사

## 참고 자료
- 선운사석씨원류 - 국가유산청 국가유산포털